# Leonilda Zurita
Leonilda Zurita Vargas ( Chipiriri, Bolivia, 22 de abril de 1969) es una dirigente campesina y política boliviana.

## Biografía
Leonilda Zurita, llamada familiarmente Leona, es hija de Celestino Zurita Aguilar y de Damiana Vargas Gonzales, ambos de Colomi. Nació el 22 de abril de 1969 en la localidad de Chipiriri, municipio de Villa Tunari en la provincia del Chapare. Combinó sus estudios con el cuidado del chaco de sus padres en el trópico cochabambino y luego estudió en la ciudad de Cochabamba. Posteriormente regresó a la provincia del Chapare, donde tuvo formación político sindical. En 1989 fue miembro de la sección denominada Vinculación Femenina del Sindicato de Productores de Coca del Chapare y en 1994 fue secretaria de Actas del Sindicato Santa Isabel, siendo la única mujer en toda la directiva. Ya desde entonces comenzó a relacionarse con Evo Morales, entonces dirigente cocalero. 
Leonilda Zurita es considerada una de las referentes clave de la Confederación Nacional de Mujeres Campesinas Indígenas Originarias de Bolivia Bartolina Sisa y del Movimiento al Socialismo. Entre 2006 y 2009, durante la primera gestión de gobierno de Morales fue senadora suplente y, posteriormente, presidenta de la Asamblea Departamental de Cochabamba y secretaria de relaciones internacionales del MAS-IPSP.
En febrero de 2006 el Gobierno estadounidense le suspendió la visa por supuestas relaciones con el terrorismo, acusaciones que ella negó exigiendo la presentación de pruebas.
En 2019, de cara a las elecciones presidenciales del 2020, el nombre de Zurita fue considerado por algunos miembros del MAS para presentarse como vicepresidenta junto a Luis Arce Catacora, sin embargo, quien asumió tal papel fue David Choquehuanca.

## Vida privada
Tiene dos hijos: Érika y Álex. En julio de 2020 Zurita dio positivo a un análisis de Covid-19, recuperándose satisfactoriamente.